# دون ديفيس (ملحن)
دون ديفيس (بالإنجليزية: Don Davis)‏ هو ملحن أمريكي، ولد في 4 فبراير 1957 في آناهايم في الولايات المتحدة.

## وصلات خارجية
- دون ديفيس على موقع IMDb (الإنجليزية)
- دون ديفيس على موقع ميوزك برينز (الإنجليزية)
- دون ديفيس على موقع قاعدة بيانات الأفلام السويدية (السويدية)
- دون ديفيس على موقع ديسكوغز (الإنجليزية)
- دون ديفيس على موقع قاعدة بيانات الفيلم (الإنجليزية)